# Henning Rümenapp
Henning Rümenapp (ur. 23 kwietnia 1976), niemiecki gitarzysta rockowy, członek zespołu Guano Apes.
Jako kilkunastolatek był współzałożycielem zespołu Guano Apes, razem z basistą Stefanem Ude i perkusistą Dennisem Poschwattą (1990). Po maturze odbył służbę wojskową, następnie wrócił do grania; zespół Guano Apes zyskał dużą popularność w drugiej połowie lat 90. po dołączeniu wokalistki Sandry Nasić.